# Velké Janovice
Velké Janovice település Csehországban, a Žďár nad Sázavou-i járásban. Velké Janovice Strachujov, Věcov, Dalečín, Lísek és Písečné településekkel határos. Lakosainak száma 141 fő (2024. január 1.).

## Népesség
A település lakosságának változását az alábbi diagram mutatja:
| Lakosok száma | 270  | 290  | 266  | 174  | 138  | 120  | 121  | 124  | 132  | 141  |
|               | 1869 | 1900 | 1921 | 1961 | 1980 | 2011 | 2016 | 2019 | 2021 | 2024 |